# IC 1912
IC 1912 је спирална галаксија у сазвјежђу Часовник која се налази на листи објеката дубоког неба у Индекс каталогу.
Деклинација објекта је - 50° 39' 18" а ректасцензија 3h 16m 43,3s. Привидна величина (магнитуда) објекта IC 1912 износи 15,0 а фотографска магнитуда 15,8. IC 1912 је још познат и под ознакама ESO 200-1, IRAS 03151-5050, PGC 12172.